# IAI Harop
Die IAI Harop ist ein von Israel Aircraft Industries (IAI) entwickeltes unbemanntes Luftfahrzeug (UAV). Sie basiert auf der kleineren IAI Harpy. Das Waffensystem ist eine Mischung aus Drohne und Marschflugkörper und gilt als erstes im Einsatz befindliches Muster aus der Gruppe der Loitering Attack Munitions (LAM).

## Funktion
Die etwa 2 Meter lange Drohne soll aktiv vorher bestimmte Ziele zerstören. Vor dem Angriff kann sie bis zu 6 Stunden über dem Ziel kreisen (Loitering Weapon). Die Reichweite wird auf 1000 km geschätzt. Der Einsatzstab ist für die Einsatzplanung auf eine Aufklärung durch andere Drohnen, Flugzeuge oder Bodentruppen angewiesen, die Harop-Drohne liefert aber durch Kameras auch selbst Daten an die Bodenstelle. Taucht ein vorher definiertes Ziel im Überwachungsbereich des Flugkörpers auf, kann die Drohne selbstständig den Angriff einleiten. Dabei geht sie auf Kollisionskurs mit dem Ziel und der 16-kg-Splittergefechtskopf explodiert beim Aufschlag. Wird kein Ziel gefunden, so fliegt die Drohne wieder zur Basis zurück und landet dort.
Wegen des Angriffsmusters wird dieser Typ von Angriffsdrohnen auch als „Kamikaze-Drohnen“ bezeichnet. Sie gelten als billige Möglichkeit der Luftnahunterstützung für Streitkräfte, denen keine bemannte Luftunterstützung durch Bomber oder Kampfhubschrauber zur Verfügung steht.
Die Drohne wurde 2005 der Türkei als erstem Kunden verkauft, es folgten Israel, 2009 Indien und später Aserbaidschan. Die deutsche Bundeswehr kaufte 2009 Versuchsmuster der Drohne.

## Nutzerstaaten
- Aserbaidschan
- Deutschland (Testreihe der Bundeswehr im WABEP-Verbundsystem)[8]
- Indien[9]
- Israel[8]
- Türkei[8] (IAI Harpy)

## Bekannte Einsätze
Im Konflikt zwischen Aserbaidschan und Armenien um die umstrittene Region Bergkarabach (auch Nagorny Karabach, aus russischer Transkription) wurde von Aserbaidschan im April 2016 eine Harop eingesetzt. In den umkämpften Gebieten wurde nach Angaben verschiedener internationaler Medien und Militärexperten durch die Harop ein armenischer Bus mit Soldaten getroffen. Bei dem Angriff etwa 60 Kilometer nördlich der Provinzhauptstadt Stepanakert starben laut Armenischem Verteidigungsministerium fünf Reservisten. Andere Quellen sprachen von sieben Toten. Es war der erste bekannte Einsatz dieser Angriffswaffe.
Im später zum 44-Tage-Krieg um Bergkarabach 2020 eskalierten Konflikt setzten Aserbaidschans Streitkräfte Harop Systeme sehr wirksam zusammen mit türkischen Bayraktar TB2 Systemen ein. Sie zerstörten hunderte Ziele wie Flugabwehrsysteme, Kommandostrukturen, gepanzerte Fahrzeuge, ungedeckte Artillerie, Nachschubwege, Versorgungspunkte sowie armenische Truppen in Verfügungsräumen hinter der Frontlinie.

## Technische Daten
| Kenngröße             | Daten            |
| --------------------- | ---------------- |
| Typ                   | Taktische Drohne |
| Länge                 | 2,5 m            |
| Spannweite            | 3 m              |
| Höhe                  | k. A.            |
| max. Startmasse       | 135 kg           |
| Radarquerschnitt      | 0,5 m²           |
| Nutzlast              | 23 kg            |
| Höchstgeschwindigkeit | 400 km/h         |
| Dienstgipfelhöhe      | 4500 m           |
| Flugreichweite        | ca. 1000 km      |
| Funkreichweite        | ca. 200 km       |
| Flugdauer             | ca. 9 h          |